# Terence Oldfield
Terence „Terry“ Oldfield (* 12. August 1949 in London) ist ein britischer Komponist und Musiker. Er ist der Bruder des weit bekannteren Gitarristen und Komponisten Mike Oldfield und der Sängerin Sally Oldfield, bei deren Albenproduktionen er zum Teil mitwirkte.

## Leben & Werk
Terry Oldfield verbrachte Teile seiner Kindheit in Dublin und Reading in Berkshire. Mit 16 Jahren verließ er das Internat und bereiste die Welt.
Heute komponiert er in erster Linie Filmmusik. Einer seiner Schwerpunkte ist das Arrangement von Musikstücken für Tierdokumentationen, für die er schon mehrfach ausgezeichnet wurde. Er komponierte Musik für etwa 50 Film- und TV-Produktionen und über 21 Alben.

## Werke
- In Search of the Trojan War 1982
- Sunshine Holidays 1983
- Cascade 1986
- Reverence 1986
- Return to Treasure Island 1987
- In the Presence of Light 1987
- Resonance 1988
- Star of Heaven 1989
- Spirit of the Rainforest 1990
- Angel 1990
- Zen 1991
- Illumination 1992
- Spiral Waves 1992
- Out of the Depths 1993
- Spirit of Africa 1993
- Australia (später auch als: Spirit of Australia) 1994
- Spirit of Tibet 1994
- Earth Spirit 1995
- Icon 1995
- Theme for the Telford Time Machine 1996
- Spirit of India 1996
- South East Asia 1997
- All The Rivers Gold 1999
- Music for Wildlife 2000
- Reflections – The Best of Terry Oldfield 1985–1995, 2000
- Across the Universe 2000
- Spirit of the World 2000
- Turning Point 2002
- A Time for Peace 2003
- Yoga Harmony 2004
- Celt 2004
- De Profundis / Out of the Depths II 2005
- Ethereal 2005
- Reiki Harmony 2006
- Labyrinth 2007
- Time for Peace 2007
- Mandala-Circle of Chant (mit Soraya) 2008
- Celtic Blessing 2009 (re-release von Illumination 1992)
- Celtic Spirit 2009 (re-release von Celt 2004)
- Making Tracks 2008
- Chakra Clearing & Healing Sounds 2009
- Dancing Through the Chakras (mit Soraya) 2009
- Sacred Touch-Music for Massage 2009
- Tears for Tibet 2009 (re-release von Spirit of Tibet 1994)
- Yoga Nidra (mit Soraya) 2009
- Glastonbury Tor 2010 (re-release von Icon 1995)
- Reiki Flow 2010 (re-release von Ethereal 2005)
- Reiki Healing Energy 2010 (re-release von Cascade 1986)
- Silent Night, Peacefull Night (mit Soraya und Sally Oldfield) 2010
- Journey Into Space (mit Mike Oldfield) 2012
- Sacred Touch (aka Healing Hands) 2012
- Peaceful Hearts (mit Soraya) 2013
- Guardian Angel 2014 (re-release von Turning Point 2003)
- Sweet Awakenings 2014
- Namaste (mit Soraya) 2016
- Sky Dancer (mit Carlos Garo) 2017
- Temple Moon (mit Soraya) 2017
- Pure Flute 2017
- Rhapsody 2018
- Forever One (mit Soraya) 2019
- River of Gold 2020